# 109 (dom towarowy)
109 (jap. いちまるきゅう ichi-maru-kyū) – dom towarowy sprzedający głównie odzież, zlokalizowany w Shibuyi w Tokio. Jest obsługiwany przez SHIBUYA109 Entertainment Corporation, spółkę zależną Tōkyū Group.

## Opis

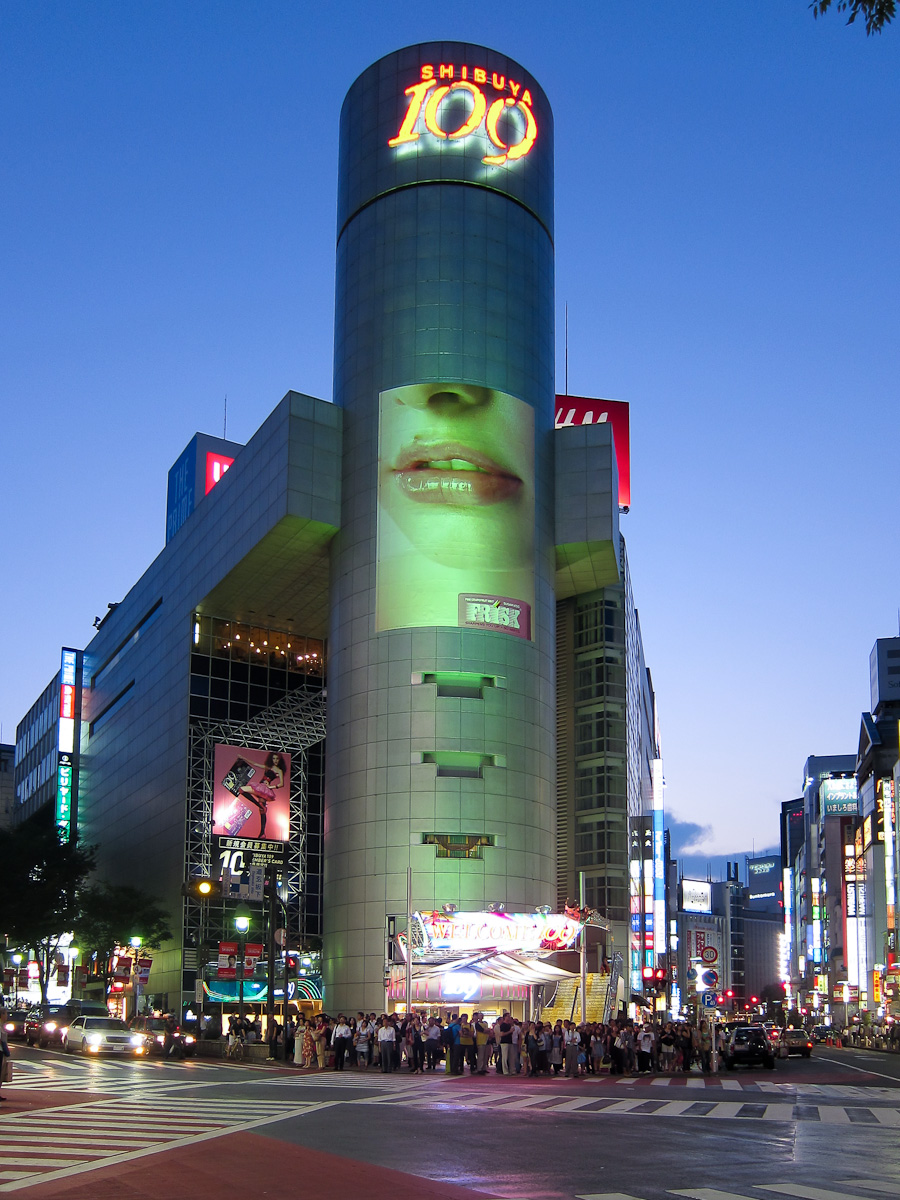
SHIBUYA109 nocą

Budynek otwarto 28 kwietniu 1979 roku, naprzeciwko stacji Shibuya. Budynek został zaprojektowany przez architekta Minoru Takeyame. Myślą zarządcy budynku, Tōkyū Group było wprowadzenie małych sklepów odzieżowych skierowanych do grupy docelowej kobiet po trzydziestce. Ideą Tōkyū Group było stworzenie konkurencji dla domów towarowych Seibu, które w tym czasie zyskiwały na popularności w Shibuyi.
Nazwa budynku, podobnie jak firmy zarządzającej, pochodzi od japońskiej gry słów 10 (tō) i (9) kyū, które razem dają Tōkyū. Pierwotnie na najwyższym piętrze miało powstać kino, ale odmówiono pozwolenia, ponieważ droga ewakuacyjna nie spełniała wymaganych standardów. Dom towarowy początkowo skierowany do kobiet po trzydziestce, później stał się znany jako mekka dla młodych kobiet z subkultury gyaru.

## Emoji

Emoji „SHIBUYA”

Japoński operator komórkowy SoftBank stworzył emoji specjalnie dla centrum handlowego o nazwie „SHIBUYA”. Ten emoji nie istnieje w Unicode, ale jest dostępny w iOS 5 i X.

## Inne lokalizacje
- SHIBUYA 109 (Shibuya, Tokio) – kwiecień 1979
- 109MEN'S (Shibuya, Tokio) – kwiecień 1979
- KOHRINBO 109 (Kanazawa, prefektura Ishikawa) – wrzesień 1985
- 109 MACHIDA (Machida, Tokio) – lipiec 2002
- SHIZUOKA 109 (Shizuoka, prefektura Shizuoka) – październik 2007

(budynek został oddany do użytku w marcu 2006 roku pod nazwą SHIBUYA 109 DREAMS).
- MINATOMIRAI 109 (Jokohama, prefektura Kanagawa) – kwiecień 2010
- SHIBUYA 109 ABENO (Osaka, prefektura Osaka) – kwiecień 2011